# Saint-Fraimbault (Orne)
Saint-Fraimbault és un municipi francès situat al departament de l'Orne i a la regió de Normandia. L'any 2007 tenia 622 habitants.

## Demografia

### Població
El 2007 la població de fet de Saint-Fraimbault era de 622 persones. Hi havia 272 famílies de les quals 96 eren unipersonals (56 homes vivint sols i 40 dones vivint soles), 104 parelles sense fills, 64 parelles amb fills i 8 famílies monoparentals amb fills.
La població ha evolucionat segons el següent gràfic:
Habitants censats

### Habitatges
El 2007 hi havia 427 habitatges, 287 eren l'habitatge principal de la família, 85 eren segones residències i 55 estaven desocupats. 424 eren cases i 3 eren apartaments. Dels 287 habitatges principals, 221 estaven ocupats pels seus propietaris, 58 estaven llogats i ocupats pels llogaters i 8 estaven cedits a títol gratuït; 3 tenien una cambra, 28 en tenien dues, 57 en tenien tres, 86 en tenien quatre i 113 en tenien cinc o més. 205 habitatges disposaven pel capbaix d'una plaça de pàrquing. A 167 habitatges hi havia un automòbil i a 90 n'hi havia dos o més.

### Piràmide de població
La piràmide de població per edats i sexe el 2009 era:
| Homes | Edats   | Dones |
| ----- | ------- | ----- |
| 0     | 95 o +  | 0     |
| 0     | 90 a 94 | 0     |
| 8     | 85 a 89 | 12    |
| 0     | 80 a 84 | 16    |
| 12    | 75 a 79 | 28    |
| 28    | 70 a 74 | 16    |
| 28    | 65 a 69 | 32    |
| 28    | 60 a 64 | 28    |
| 12    | 55 a 59 | 16    |
| 20    | 50 a 54 | 12    |
| 40    | 45 a 49 | 24    |
| 8     | 40 a 44 | 28    |
| 28    | 35 a 39 | 20    |
| 12    | 30 a 34 | 12    |
| 20    | 25 a 29 | 16    |
| 12    | 20 a 24 | 8     |
| 32    | 15 a 19 | 8     |
| 16    | 10 a 14 | 16    |
| 16    | 5 a 9   | 20    |
| 16    | 0 a 4   | 12    |

## Economia
El 2007 la població en edat de treballar era de 340 persones, 236 eren actives i 104 eren inactives. De les 236 persones actives 216 estaven ocupades (125 homes i 91 dones) i 20 estaven aturades (6 homes i 14 dones). De les 104 persones inactives 52 estaven jubilades, 25 estaven estudiant i 27 estaven classificades com a «altres inactius».

### Ingressos
El 2009 a Saint-Fraimbault hi havia 277 unitats fiscals que integraven 606 persones, la mediana anual d'ingressos fiscals per persona era de 14.219 €.

### Activitats econòmiques
Dels 22 establiments que hi havia el 2007, 1 era d'una empresa alimentària, 6 d'empreses de construcció, 7 d'empreses de comerç i reparació d'automòbils, 3 d'empreses d'hostatgeria i restauració, 3 d'empreses de serveis, 1 d'una entitat de l'administració pública i 1 d'una empresa classificada com a «altres activitats de serveis».
Dels 11 establiments de servei als particulars que hi havia el 2009, 1 era un taller de reparació d'automòbils i de material agrícola, 2 guixaires pintors, 1 fusteria, 3 lampisteries, 1 perruqueria i 3 restaurants.
Dels 3 establiments comercials que hi havia el 2009, 1 era una botiga de més de 120 m², 1 una botiga de menys de 120 m² i 1 una fleca.
L'any 2000 a Saint-Fraimbault hi havia 76 explotacions agrícoles que ocupaven un total de 2.760 hectàrees.

## Equipaments sanitaris i escolars
El 2009 hi havia una escola elemental integrada dins d'un grup escolar amb les comunes properes formant una escola dispersa.

## Poblacions més properes
El següent diagrama mostra les poblacions més properes.